# Brachycleonus
Brachycleónus — рід жуків родини Довгоносики (Curculionidae).

## Зовнішній вигляд
Жуки середніх розмірів: 12-19 мм завдовжки. Основні ознаки:
- голова вкрита густими волосками, головотрубка з трикутною опуклістю посередині, по боках повністю закруглена і не має слідів бічних кантів, а серединний кіль вкорочений з обох кінців
- 1-й членик джгутика вусиків трохи коротший за 2-й;
- передньоспинка трохи звужена до переду
- надкрила опуклі, найширші посередині, без бугорків на плечах
- лапки без губчастих підовш
- тіло густо вкрите загостреними жовтуватими та коричневими лусочками із вкрапленнями таких самих білих лусочок

У єдиного виду цього роду — Brachycleonus fronto — довжина тіла коливається в межах 8-10.5 мм. Фотографію його дивись на.

## Спосіб життя
Майже не вивчений. Ймовірно, він типовий для Cleonini. Brachycleonus fronto — мешканець пісків. В Туркменії дорослі жуки живляться на лободових: зеленими пагонами саксаулу, кураєм, лутигою та іншими.

## Географічне поширення
Єдиний відомий вид цього роду — Brachycleonus fronto — мешкає в Ірані, Узбекистані, Туркменістані, Казахстані.

## Класифікація
Описано один вид цього роду — Brachycleonus fronto (Fischer von Waldheim, 1835).